# (499998) 2011 PT
(499998) 2011 PT est un astéroïde Amor à rotation rapide. Il a été découvert le 1er août 2011 par Pan-STARRS 1 à l'observatoire du Haleakalā (Hawaï, États-Unis). L'effet Yarkovsky a été détecté pour cet objet,.